# Aaron Johnson (Cricketspieler)
Aaron Orlando Johnson (* 16. März 1991 in Jamaika) ist ein jamaikanischer Cricketspieler, der seit 2022 für die kanadische Nationalmannschaft spielt.

## Kindheit und Ausbildung
Johnson besuchte die St. Catherine High School in Spanish Town.

## Aktive Karriere
Johnson gab sein Twenty20-Debüt für die kanadische Nationalmannschaft im November 2022 bei einem Vier-Nationen-Turnier im Oman, wobei ihm in seinem ersten Spiel gegen Bahrain ein Fifty über 51 Runs gelang. Im weiteren Turnier_verlauf erzielte er ein weiteres Fifty (84 Runs) gegen Saudi-Arabien und gegen den Gastgeber erst ein Century über 109* Runs aus 69 Bällen und dann zwei weitere Fifties (89 und 68 Runs). Dafür wurde er als Spieler des Turniers ausgezeichnet. Im März 2023 folgte sein ODI-Debüt beim ICC Cricket World Cup Qualifier Play-off 2023 gegen Jersey. Im weiteren Turnierverlauf gelang ihm ein Fifty (53 Runs) gegen Papua-Neuguinea. In der Amerika-Qualifikation für den nächsten Twenty20 World Cup erzielte er gegen Panama ein Century über 121* Runs aus 59 Bällen und wurde dafür als Spieler des Spiels ausgezeichnet. Im Februar 2024 absolvierte er mit dem Team eine Tour in Nepal, wobei ihm ein Fifty über 65 Runs gelang. Im April folgte eine Twenty20-Serie in den Vereinigten Staaten, wo er ein weiteres Fifty über 74 Runs erreichte. Daraufhin wurde er für den Kader für den ICC Men’s T20 World Cup 2024 nominiert.